# فاتمیر فراشری
فاتمیر فراشری (آلبانیایی: Fatmir Frashëri; ۳ آوریل ۱۹۴۱ – ۱۹ ژوئیهٔ ۲۰۱۹) بازیکن و مربی فوتبال اهل آلبانی بود.
از باشگاه‌هایی که در آن بازی کرده‌است می‌توان به باشگاه فوتبال پارتیزانی تیرانا و باشگاه فوتبال تیرانا اشاره کرد.
وی همچنین در تیم ملی فوتبال آلبانی بازی کرده‌است.